# Весна Кръмпотич
Весна Кръмпотич (на хърватски: Vesna Krmpotić) е хърватска преводачка, поетеса и писателка на произведения в жанровет лирика, драма, любовен роман, пътепис, мемоари и документалистика.

## Биография и творчество
Весна Кръмпотич е родена на 17 юни 1932 г. в Дубровник, Кралство Югославия. От малка се увлича по поезията.
Следва психология и английски език във Философския факултет на университета в Загреб, а в периода 1962 – 1964 г. специализира бенгалски език във Философския факултет на Университета в Ню Делхи.
В началото на 60-те години работи като редактор в Литературната редакция на Радио Загреб, след това като редактор в „Просвета“ и „Глобус“, както и в културната редакция на Радио Белград. Започва да публикува поезия през 50-те години.
Омъжва се за дипломата Радивое Петкович. Като съпруга на дипломат живее във Вашингтон, Кайро, Акра, Ню Делхи, а от 2004 г. живее в Белград.
Авторка е на повече от 80 книги, сред които „Поезия“ (1956), „Пламък и свещ“ (1962), „Ямата на битието“ (1964), „Индия – лирични пътеписи“ (1965), „Разнобой“ (1965), „Чудесни несъгласия“ (1970), „Хиляда лотоса – антология на индийската литература“ (1971), „Диамантен фараон – поетична автобиография“ (1976), „Дойде часът, Озирисе“ (1976), „Очите на вечността“ (1979), „Единствено и двойствено число“ (1981), и др.
Най-известната ѝ творба е „Brdo iznad oblaka“ (Хълмът над облаците), смятан за един от най-добрите хърватски романи. Романът е оригинално посвещение на сина ѝ Игор, който се разболява от левкемия на четиригодишна възраст. Докато се бори за живота му в САЩ, тя се запознава с учението на Сатия Сай Баба, което оказва решаващо влияние върху нейния живот и творчество, и нейния интерес към ориенталската религия и философия.
Весна Кръмпотич е награждавана няколко пъти в Хърватия, включително годишната награда „Владимир Назор“ през 1975 г., наградата „Иван Горан Ковачич“ през 1988 г. за романа „Хълмът над облаците“, наградата „Владимир Назор“ за цялостно творчество през 1999 г., наградата за литература на Хърватската академия на науките и изкуствата през 2006 г. за стихосбирката „108x108“. През 2008 г. ѝ е присъден медал за заслуги в културата, а през 2013 г. наградата „Тин Уевич“ за приноса ѝ в хърватската поезия. През 2005 г. е определена като Личност на диалога от Хърватската академична асоциация, Сплит.
Тя публикува антология на индийската литература под заглавие „Hiljadu lotosa“ (Хиляда лотоса). Прави първия превод на „Кама сутра“ на хърватски, а също преводи на стихосбирката „Гитанджали“ на Рабиндранат Тагор и селекция от поезията му, както и част от поезията на Руми.
Член е на Дружеството на хърватските писатели и Хърватското дружество на литераторите.
Весна Кръмпотич умира на 21 август 2018 г. в Белград, Сърбия. Погребана е в Новото гробище в Белград.

## Произведения
избрани произведения

### Поезия
- Raskorak (1965)
- Ljevanica za Igora (1978)
- Dvogovor (1981)
- Vilin svlak (1983)
- Orfelija (1987)
- Niska (1989)
- 108 × 108 (2006) – цикъл от 108 стихотворения във всяка от 108 книги, общо 11 664 стихотворения

### Самостоятелни романи
- Plamen neupaljene svijeće (1987)
- Brdo iznad oblaka (1988)
- Izgubljeni biser (1987)
- Žar-ptica (2012)

### Сборници
- Košulja sretnog čovjeka: filozofske i srodne priče (1989)

### Детска литература
- Troočica s planete svjetlosti: roman za odrasle u djeci i za djecu u odraslima (1995)

### Документалистика
- Dijamantni faraon (1975) – автобиография
- Bhagavatar (1990) – автобиографичен пътепис за Индия
- Indija (1965)
- Portret majke Indije (2013)

### Преводи и редакция на антологии
- Hiljadu lotosa (1971) – антология на индийската литература до 17 в.
- Čas je, Ozirise (1965) – египетска литература